# ジュゼッペ・ヴァシ
ジュゼッペ・ヴァシ（Giuseppe Vasi、1710年8月27日 - 1782年4月16日）は18世紀イタリアの版画家である。イタリアの都市の景観を描いた版画を多く制作した。

## 略歴
シチリアのコルレオーネで生まれた。1736年にローマに移り、3年間版画家の弟子として修行した後、ローマ教皇クレメンス12世とその司書で多くの出版を行ったジョヴァンニ・ガエターノ・ボッターリ(Giovanni Gaetano Bottari: 1689-1775)の知己を得ることになった。教皇庁の印刷工房から注文を受けて、サン・ジョバンニ・イン・ラテラノ大聖堂やトレヴィの泉、スペイン広場などローマの名所の情景を描いた版画を制作した。
1740年代から、自らの出版工房を設立し、1746年から1761年の期間をかけて、240点の版画からなる10巻のローマの都市景観図を出版した。この頃、ローマに出てきた10歳年下のジョヴァンニ・バッティスタ・ピラネージが弟子になった.。ピラネージは独立してローマの古代遺跡の景観を描き、ヴァシをしのぐ人気のある版画家になった。ヴァシはヴァシの時代の街の情景を描いたことで知られている。
ローマ教皇、クレメンス13世やナポリ・シチリア王であったカルロス3世から爵位を得た。
ローマで没した。

## 作品

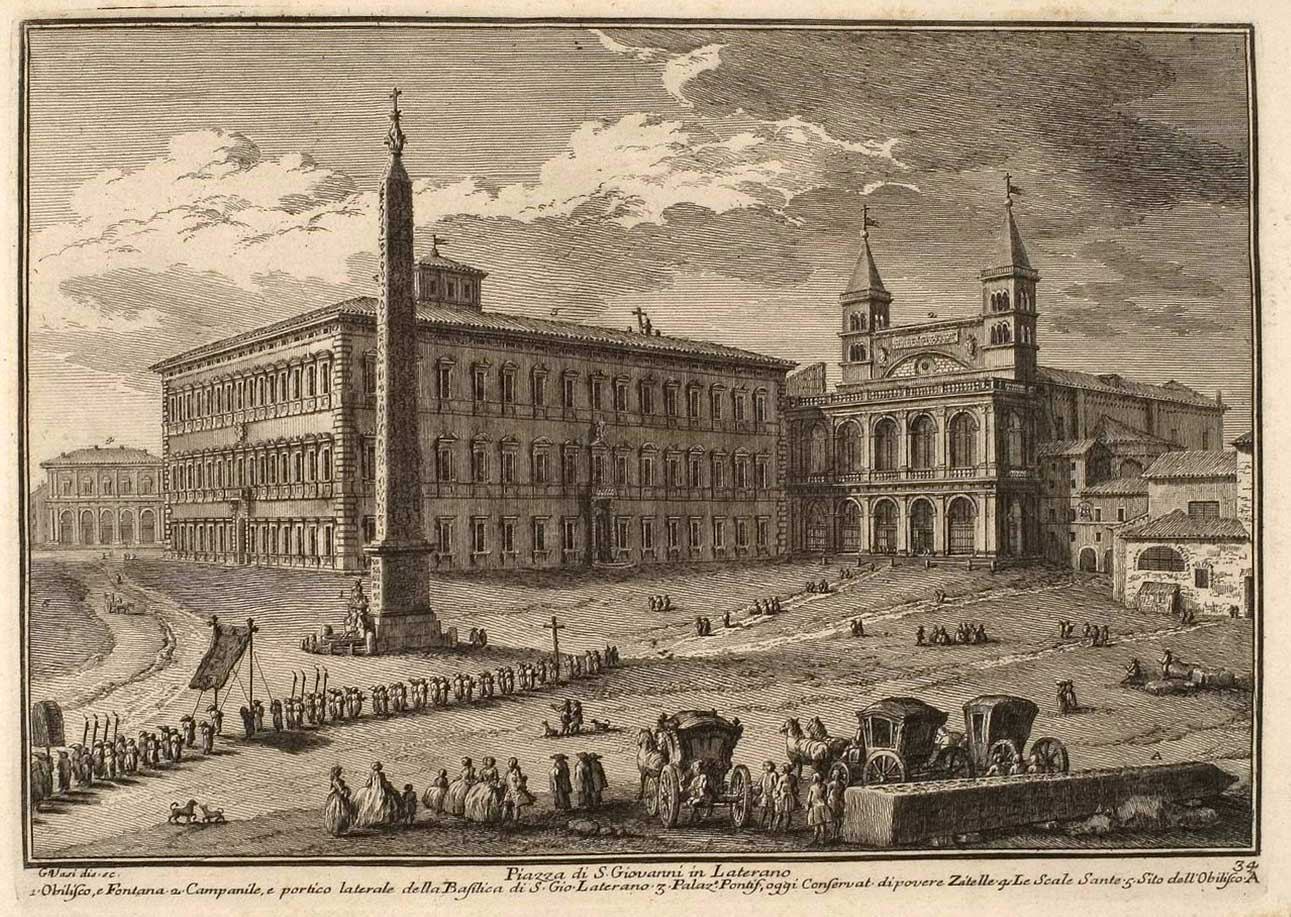
サン・ジョバンニ・イン・ラテラノ大聖堂 (1752)
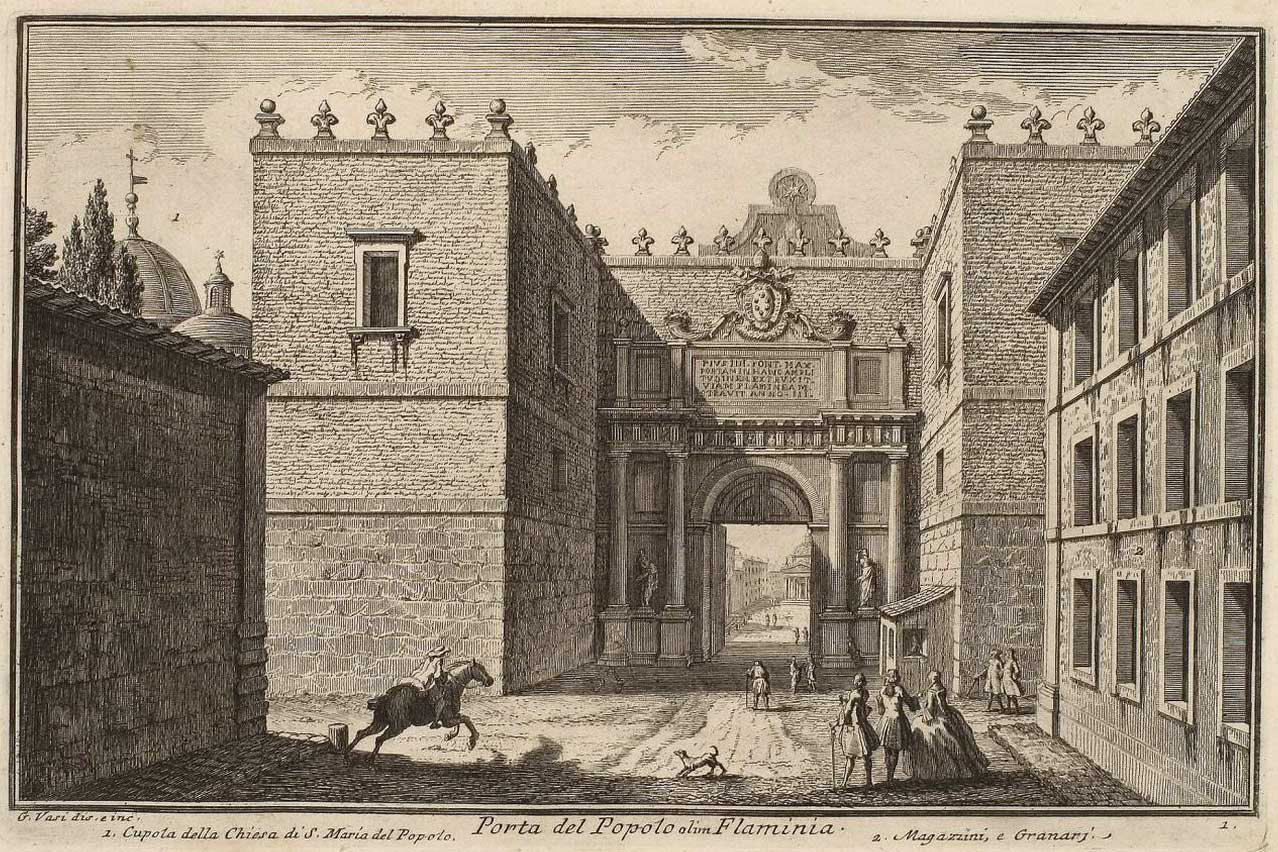
ポポロ門 (1747)
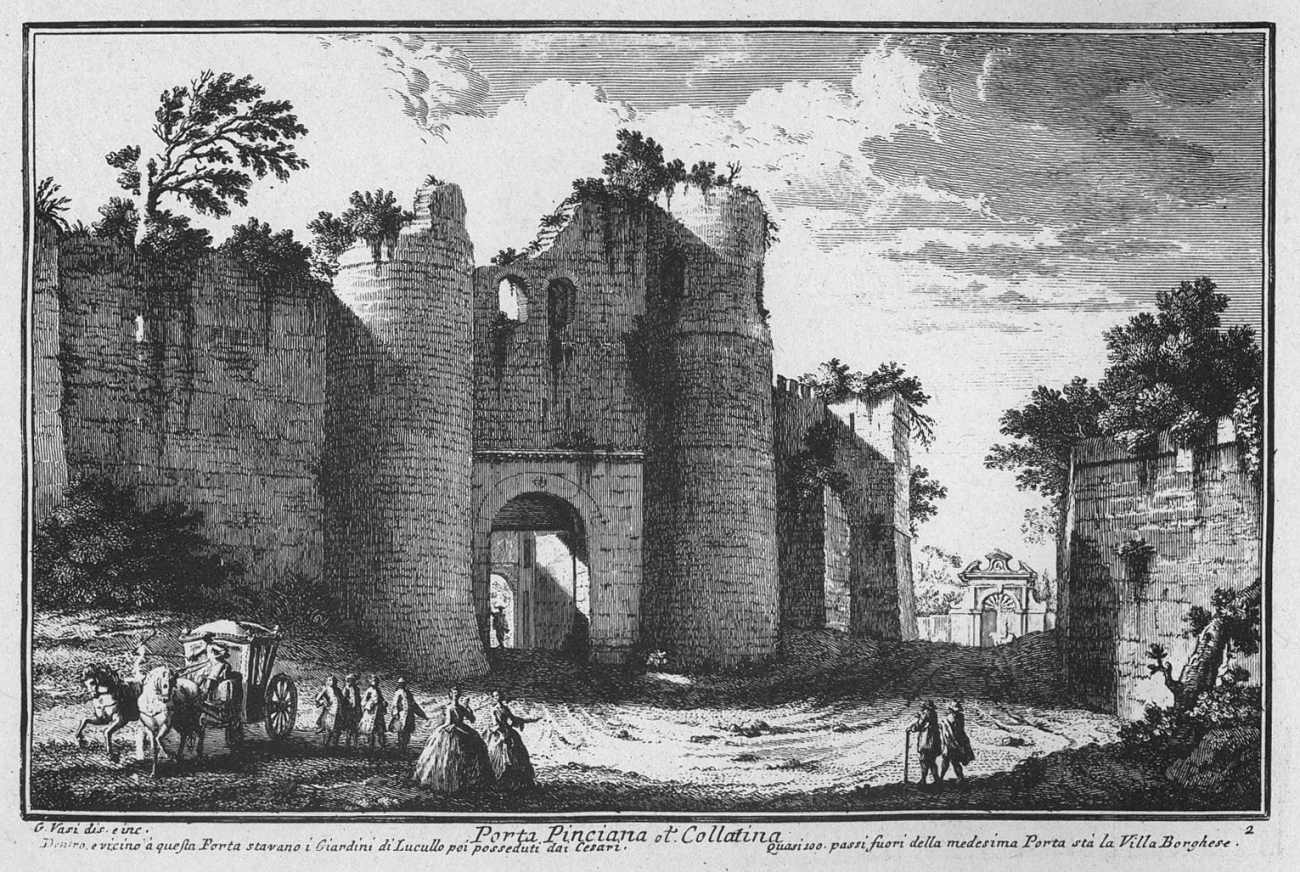
ピンチャーナ門(1747)
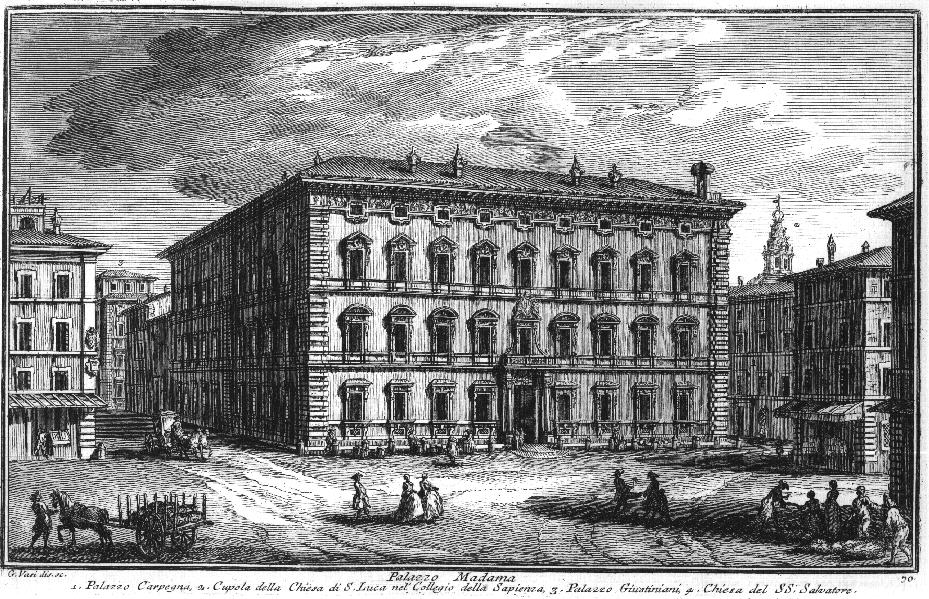
マダマ宮殿
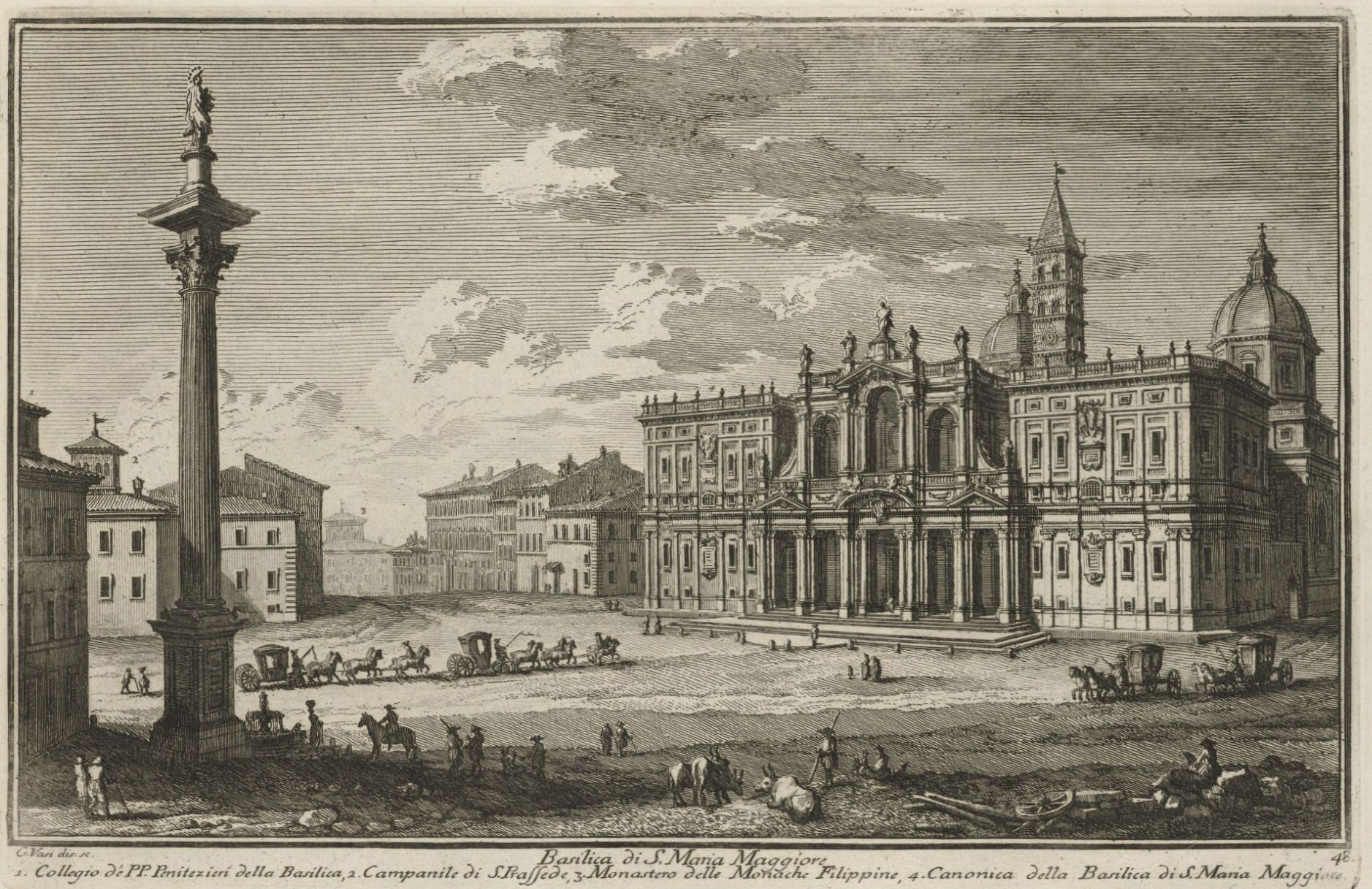
サンタ・マリア・マッジョーレ大聖堂
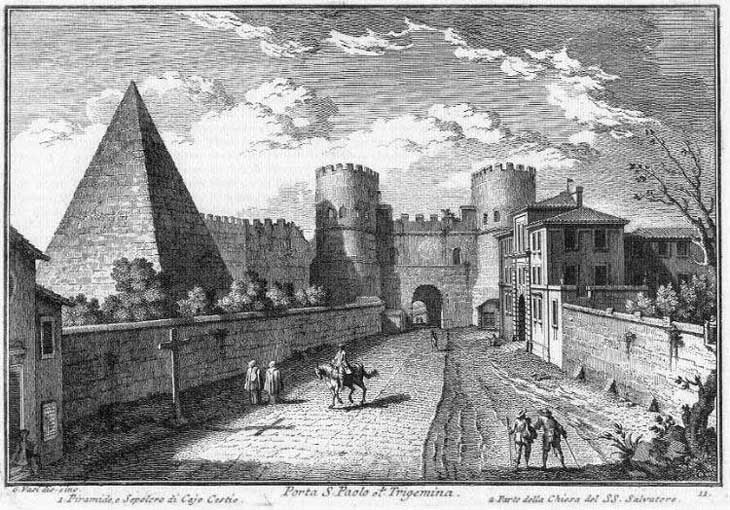
サン・パオロ門
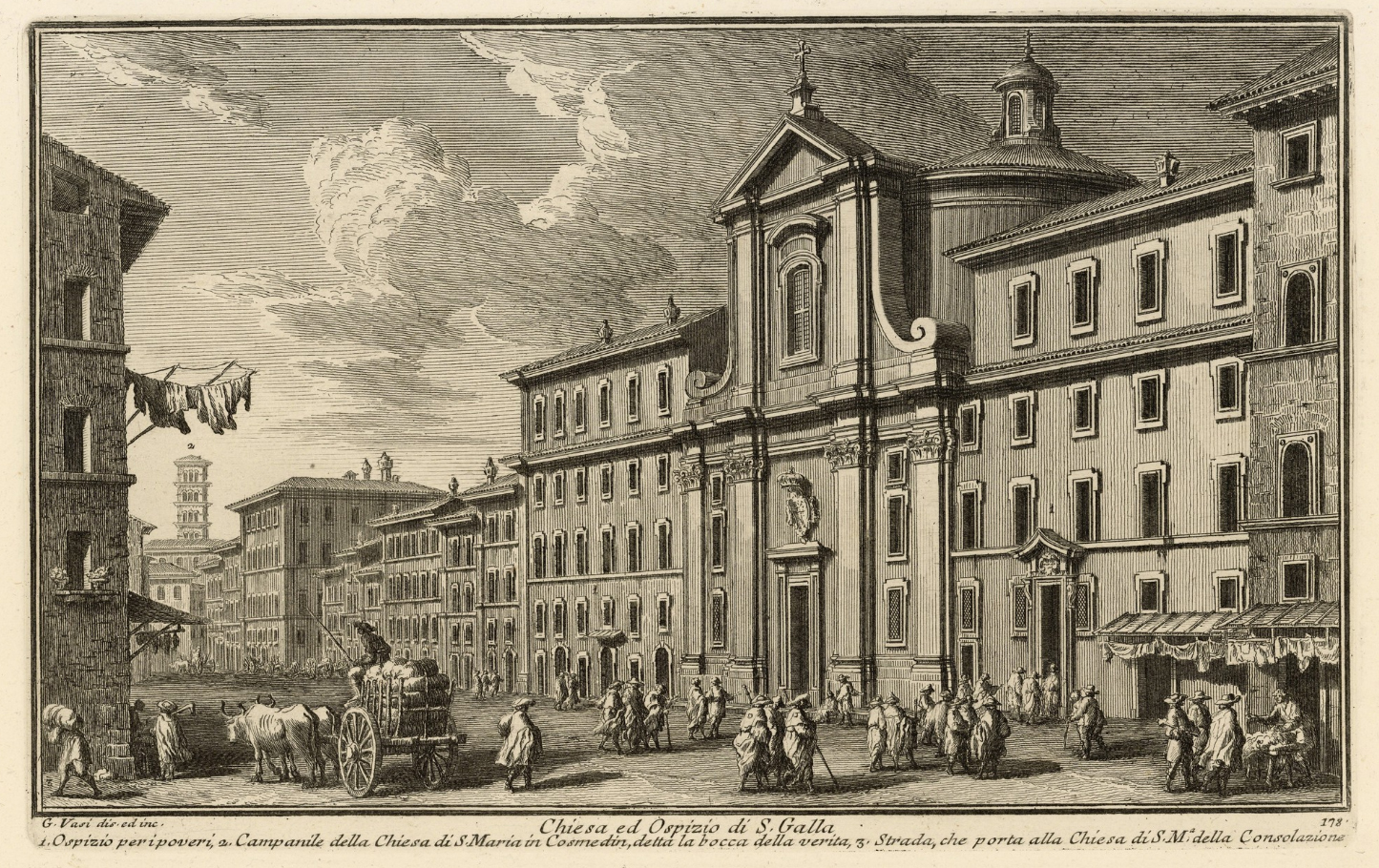
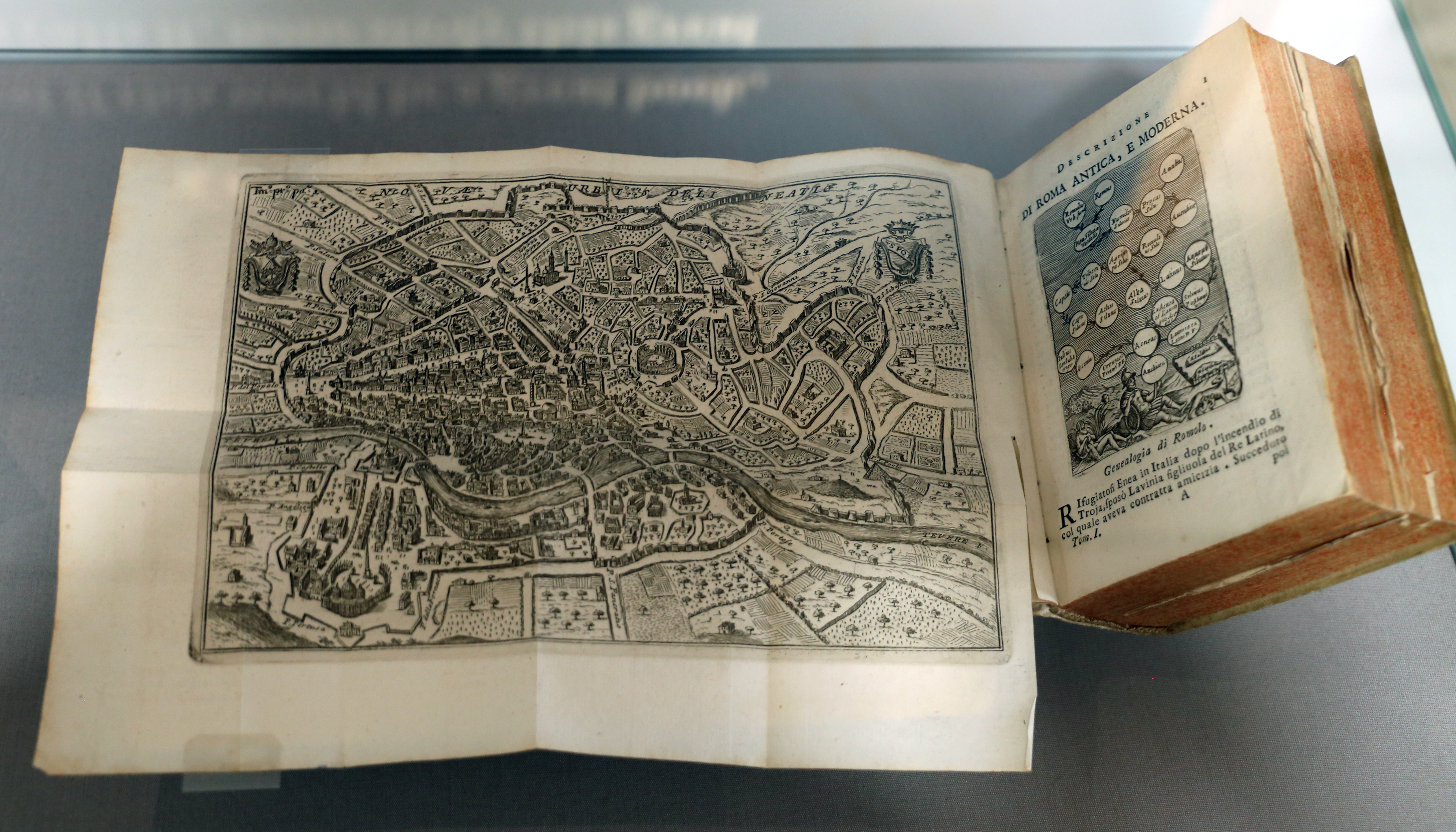
1773年の著書